# 정이 (불교)
정이(定異, 산스크리트어: pratiniyama)는 불교에서 다음의 분류, 그룹 또는 체계의 한 요소이다.
- 대승불교의 유식유가행파와 법상종의 5위 100법에서 심불상응행법(心不相應行法: 24가지) 가운데 하나이다.[1][2][3][4][5][6][7][8]
- 5위 100법의 심불상응행법 중 인과(因果: 동시인과의 관점에서 본 모든 또는 개별 유위법)와 관련된 9가지 법인 유전(流轉) · 정이(定異) · 상응(相應) · 세속(勢速) · 차제(次第) · 시(時) · 방(方) · 수(數) · 화합(和合) 가운데 하나이다.[9][10] 또는 이 9가지 법에 불화합(不和合)을 더한, 인과(因果)에 관련된 10가지 법 가운데 하나이다.[11][12]

정이(定異)에서 정(定)은 결정성(決定性) 즉 불변성(不變性)을 뜻하고 이(異)는 차별성(差別性) 즉 무혼란성(無混亂性)을 뜻한다. 그리고 무혼란성은 전통적인 용어로는 무잡란성(無雜亂性)이라 한다. 따라서 정이는 무시이래(無始以來)로부터 인과법칙은 절대 불변이며 혼란되거나 서로간에 섞이는 경우가 없다는 것을 말한다.
예를 들어, 선업과 악업에 따른 인과가 불변[定]하여 선업을 지으면 반드시 즐거운 과보를 받고 악업을 지으면 반드시 괴로운 과보를 받지 선업을 지었는데 괴로운 과보를 받거나 악업을 지었는데 즐거운 과보를 받거나 하는 식으로 인과법칙이 혼란되는 경우가 절대로 없다[異]는 것을 말한다. 인과법칙의 이러한 성격 즉 정이(定異)를 다른 말로는 인과차별(因果差別) 또는 인과종종차별(因果種種差別), 또는 인과각이성(因果各異性: 인과가 각각 다른 성질) 또는 줄여서 각이성(各異性: 각각 다른 성질)이라고 한다.
그리고 여기서 말하는 인과(因果)는 《대승아비달마잡집론》에 따르면, 일체(一切)의 유위법 즉 모든 유위법을 통칭하는 말이자 개별 유위법을 가리키는 말인데, 인(因)은 모든 유위법이 자신을 제외한 다른 모든 유위법을 낳게 하는 원인이 된다는 의미이고, 과(果)는 모든 유위법이 자신을 제외한 다른 모든 유위법으로 인해 생겨난다는 것을 의미한다. 즉, 인과동시(因果同時) 또는 동시인과(同時因果)의 관점에서 바라볼 때의 모든 유위법 전체 또는 개별을 말한다. 부파불교의 설일체유부의 4연(四緣) · 6인(六因) · 5과(五果)의 인과설과 대승불교의 유식유가행파의 4연(四緣) · 10인(十因) · 5과(五果)의 인과설의 용어로는, 여기서의 인(因)은 4연 가운데 증상연(增上緣) 또는 6인 가운데 능작인(能作因) 또는 10인 가운데 불상위인(不相違因)으로서의 유위법을 뜻하고, 여기서의 과(果)는 5과 가운데 증상과(增上果)로서의 유위법을 뜻한다.

## 제법법이
정이(定異)는 인과법칙은 우주적인 불변의 법칙으로 인간이 그 법칙을 거슬러 행하면 스스로를 해칠 뿐 인과법칙 자체가 유정의 생각이나 의도 또는 태도에 따라 변하거나 하지 않는다는 것을 뜻한다. 나아가 여래(如來)조차도 인과법칙을 거스르거나 변동시킬 수 없으며, 오히려 여래를 비롯한 성자 등의 지혜로운 자들은 이러한 불변의 인과법칙에 스스로를 적극적으로 일치시킴으로써 보다 나은 삶을 이루어나간다는 것을 의미한다.
법이(法爾)는 자연(自然) 즉 '저절로 그러함'을 뜻하는 불교 용어인데, 《유가사지론》 52권에서는 인과법칙의 이러한 우주적인 측면을 제법법이(諸法法爾)라고 말하고 있다. 즉 "여래가 세상에 출현하고 출현하지 않음에 관계 없이 제법은 본디 그러하다[如來出世若不出世 諸法法爾]", 즉 온갖 만물은 불변의 자연 법칙인 인과법칙에 따라, 혼란되어 서로 뒤섞이는 일 없이 제자리에서 운행되고 있다고 말하고 있다.
이와 관련하여, 불교의 인과법칙인 연기법(緣起法)에 대해, 고타마 붓다는 《잡아함경》 제12권 제299경 〈연기법경(緣起法經)〉에서 연기법은 자신이나 다른 깨달은 이[如來]가 만들어 낸 것이 아니며 법계(우주)에 본래부터 항상 존재하는[常住] 법칙[法]이라고 말하고 있다. 그리고 이들 여래(如來: 문자 그대로는 '진리[如]로부터 온[來] 자' 또는 '진리와 같아진[如] 후, 즉 진리와 하나가 된[如] 후, 즉 완전히 깨달은[如] 후 다른 사람들을 돕기 위해 세상으로 나온[來] 자')들은 이 우주 법칙을 완전히 깨달은 후에 다른 이들도 자신처럼 이 우주 법칙을 완전히 깨달을 수 있도록 돕기 위해 그것을 12연기설 등의 형태로, 즉 아직 완전한 깨달음에 이르지 못한 사람들도 이해할 수 있고 사용할 수 있는 형태로 세상에 드러낸 것일 뿐이라고 말하고 있다.
有異比丘來詣佛所。稽首禮足。退坐一面。白佛言。

世尊。謂緣起法為世尊作。為餘人作耶。　

佛告比丘。緣起法者。非我所作。亦非餘人作。然彼如來出世及未出世。法界常住。

彼如來自覺此法。成等正覺。為諸眾生分別演說。開發顯示。

所謂此有故彼有。此起故彼起。謂緣無明行。乃至純大苦聚集。無明滅故行滅。乃至純大苦聚滅。
— 《잡아함경》 제12권 제299경 〈연기법경(緣起法經)〉. 한문본

이 때 어떤 비구가 고타마 붓다가 있는 곳에 나아가 머리를 조아려 그 발에 예배하고 한쪽에 물러나 앉아서 고타마 붓다에게 물었다.

"세존이시여, 이른바 연기법(緣起法)은 당신께서 만든 것입니까? 아니면 다른 깨달은 이[餘人]가 만든 것입니까?"

고타마 붓다는 그 비구에게 답하였다.

"연기법은 내가 만든 것[所作]도 아니요, 또한 다른 깨달은 이[餘人]가 만든 것[所作]도 아니다. 그러므로 연기법은 저들[彼] 여래들[如來]이 세상에 출현하거나 세상에 출현하지 않거나 항상 법계(法界)에 존재한다[常住].

저들[彼] 여래들[如來]은 이 [우주적인] 법칙[法]을 스스로 깨달아 완전한 깨달음[等正覺]을 이룬다. 그런 뒤에, 모든 중생들을 위해 [이 우주 법칙을 중생들도 이해하고 사용할 수 있는 여러 형태로] 분별해 연설하고[分別演說] [중생들에게] 드러내어 보인다[開發顯示].

말하자면, [나의 경우에는 12연기설의 형태로 이 우주 법칙을 분별해 연설하고 드러내어 보이는데, 나는] '이것이 있기 때문에 저것이 있고, 이것이 일어나기 때문에 저것이 일어난다'고 말하고, '무명을 인연하여 행이 있고 ……(내지)…… 완전 괴로움뿐인 큰 무더기[純大苦聚, 즉 5취온]가 발생하며, 무명이 소멸하기 때문에 행이 소멸하고 ……(내지)…… 완전 괴로움뿐인 큰 무더기[純大苦聚, 즉 5취온]가 소멸한다'고 말한다."
— 《잡아함경》 제12권 제299경 〈연기법경(緣起法經)〉. 한글본

## 분류

### 3종 분류
《유가사지론》 56권에 따르면, 정이(定異)는 법에 서로 차별이 있는 것[法別相]에 근거하여 그것의 여러 분위(分位: 상태, 양태)를 실재하는 법인 것처럼 가립(假立)한 것으로, 다음의 3종으로 분류된다.
- 상정이(相定異): 자상(自相) 즉 자성(自性)의 불변성과 무혼란성
- 인정이(因定異): 원인[因] 즉 인연(因緣: 직접적 원인과 간접적 원인)의 불변성과 무혼란성
- 과정이(果定異): 결과[果] 즉 과보(果報)의 불변성과 무혼란성

### 5종 분류
《유가사지론》 52권에서는 보다 구체적으로 유전환멸정이(流轉還滅定異) · 일체법정이(一切法定異) · 영수정이(領受定異) · 주정이(住定異) · 형량정이(形量定異)의 5가지 정이를 들고 있다.

#### 유전환멸정이
유전환멸정이(流轉還滅定異)는 유전연기와 환멸연기는 불변이며 서로 혼란되는 경우가 없다는 것을 말한다.

#### 일체법정이
일체법정이(一切法定異)는 일체법(一切法)으로는 12처(十二處)가 있으며, 이 보다 더 많은 수의 법[處]이 있거나 또는 더 적은 수의 법[處]이 있거나 하지 않는다는 것을 말한다.

#### 영수정이
영수정이(領受定異)는 업에 따라 과보를 받는 것에는 순락수업(順樂受業) · 순고수업(順苦受業) · 순불고불락수업(順不苦不樂受業)의 3수업(三受業) 또는 3수(三受)가 있을 뿐, 이 보다 더 많은 수의 수업(受業)이 있거나 또는 더 적은 수의 수업(受業)이 있거나 하지 않는다는 것을 말한다.
순락수업은 선업을 지으면 즐거운 과보[樂報]를 받는 것을 말한다. 순고수업은 악업을 지으면 괴로운 과보[苦報]를 받는 것을 말한다. 순고불고불락수업은 선업도 악업도 아닌 업을 지으면 즐겁지도 괴롭지도 않은 과보[不苦不樂報]를 받는 것을 말한다.

#### 주정이
주정이(住定異)는 일체의 내분(內分: 인간 등의 유정)의 수량(壽量: 목숨의 한계, 즉 머무는 기간의 한계)과 외분(外分: 산하대지 등의 무정물)의 대겁(大劫)의 기간은 각각에 대한 인과법칙에 의해 결정되며 서로 간에 섞이는 일이 없다는 것을 말한다.

#### 형량정이
형량정이(形量定異)는 유정이 태어날 때 받는 신체의 모습[形]과 크기[量], 태어나는 처소[處]의 모습[形]과 크기[量], 4대주(四大洲)를 포함한 3계9지의 기세간의 모습[形]과 크기[量]는 각각에 대한 인과법칙에 의해 결정되며 서로 섞이는 일이 없다는 것을 말한다.

## 참고 문헌
- 이 문서에는 다음커뮤니케이션(현 카카오)에서 GFDL 또는 CC-SA 라이선스로 배포한 글로벌 세계대백과사전의 내용을 기초로 작성된 글이 포함되어 있습니다.
- 곽철환 (2003). 《시공 불교사전》. 시공사 / 네이버 지식백과. |title=에 외부 링크가 있음 (도움말)
- 무착 지음, 현장 한역 (K.571, T.1602). 《현양성교론》. 한글대장경 검색시스템 - 전자불전연구소 / 동국역경원. K.571(16-1), T.1602(31-480). |title=에 외부 링크가 있음 (도움말)
- 무착 지음, 현장 한역, 이한정 번역 (K.572, T.1605). 《대승아비달마집론》. 한글대장경 검색시스템 - 전자불전연구소 / 동국역경원. K.572(16-157), T.1605(31-663). |title=에 외부 링크가 있음 (도움말)
- 미륵 지음, 현장 한역, 강명희 번역 (K.614, T.1579). 《유가사지론》. 한글대장경 검색시스템 - 전자불전연구소 / 동국역경원. K.570(15-465), T.1579(30-279). |title=에 외부 링크가 있음 (도움말)
- 세친 지음, 현장 한역, 송성수 번역 (K.618, T.1612). 《대승오온론》. 한글대장경 검색시스템 - 전자불전연구소 / 동국역경원. K.618(17-637), T.1612(31-848). |title=에 외부 링크가 있음 (도움말)
- 세친 지음, 현장 한역, 송성수 번역 (K.644, T.1614). 《대승백법명문론》. 한글대장경 검색시스템 - 전자불전연구소 / 동국역경원. K.644(17-808), T.1614(31-855). |title=에 외부 링크가 있음 (도움말)
- 안혜 지음, 지바하라 한역, 조환기 번역 (K.619, T.1613). 《대승광오온론》. 한글대장경 검색시스템 - 전자불전연구소 / 동국역경원. K.619(17-641), T.1613(31-850). |title=에 외부 링크가 있음 (도움말)
- 안혜 지음, 현장 한역, 이한정 번역 (K.576, T.1605). 《대승아비달마잡집론》. 한글대장경 검색시스템 - 전자불전연구소 / 동국역경원. K.576(16-228), T.1606(31-694). |title=에 외부 링크가 있음 (도움말)
- 운허.  동국역경원 편집, 편집. 《불교 사전》. |title=에 외부 링크가 있음 (도움말)
- 호법 등 지음, 현장 한역, 김묘주 번역 (K.614, T.1585). 《성유식론》. 한글대장경 검색시스템 - 전자불전연구소 / 동국역경원. K.614(17-510), T.1585(31-1). |title=에 외부 링크가 있음 (도움말)
- 황욱 (1999). 《무착[Asaṅga]의 유식학설 연구》. 동국대학원 불교학과 박사학위논문.
- (중국어) 무착 조, 현장 한역 (T.1602). 《현양성교론(顯揚聖教論)》. 대정신수대장경. T31, No. 1602, CBETA. |title=에 외부 링크가 있음 (도움말)
- (중국어) 무착 조, 현장 한역 (T.1605). 《대승아비달마집론(大乘阿毘達磨集論)》. 대정신수대장경. T31, No. 1605, CBETA. |title=에 외부 링크가 있음 (도움말)
- (중국어) 미륵 조, 현장 한역 (T.1579). 《유가사지론(瑜伽師地論)》. 대정신수대장경. T30, No. 1579. CBETA. |title=에 외부 링크가 있음 (도움말)
- (중국어) 星雲. 《佛光大辭典(불광대사전)》 3판. |title=에 외부 링크가 있음 (도움말)
- (중국어) 세친 조, 현장 한역 (T.1612). 《대승오온론(大乘五蘊論)》. 대정신수대장경. T31, No. 1612, CBETA. |title=에 외부 링크가 있음 (도움말)
- (중국어) 세친 조, 현장 한역 (T.1614). 《대승백법명문론(大乘百法明門論)》. 대정신수대장경. T31, No. 1614, CBETA. |title=에 외부 링크가 있음 (도움말)
- (중국어) 안혜 조, 지바하라 한역 (T.1613). 《대승광오온론(大乘廣五蘊論)》. 대정신수대장경. T31, No. 1613, CBETA. |title=에 외부 링크가 있음 (도움말)
- (중국어) 안혜 조, 현장 한역 (T.1606). 《대승아비달마잡집론(大乘阿毘達磨雜集論)》. 대정신수대장경. T31, No. 1606, CBETA. |title=에 외부 링크가 있음 (도움말)
- (중국어) 호법 등 지음, 현장 한역 (T.1585). 《성유식론(成唯識論)》. 대정신수대장경. T31, No. 1585, CBETA. |title=에 외부 링크가 있음 (도움말)